# Kilimangiaro
Il Kilimangiaro o Chilimangiaro (in inglese e in swahili Kilimanjaro), con i suoi tre coni vulcanici Kibo, Mawenzi e Shira, è uno stratovulcano in fase di quiescenza, situato nella Tanzania nordorientale. Con i suoi 5.895 metri s.l.m. è il monte più alto del continente africano, la montagna singola più alta del mondo e uno dei vulcani più alti del pianeta oltre ad essere una delle Sette cime del pianeta.

## Descrizione
È uno stratovulcano formato da tre crateri: il più antico, Shira, ad ovest, con un'altitudine di 3.962 metri, il Mawenzi ad est, con un'altitudine di 5.149 metri e, tra i primi due, Kibo, che è il più recente e mostra tuttora segnali di attività, in forma di fumarole. Tra il Kibo e il Mawenzi giace una piattaforma di circa 3.600 ettari, chiamata “la sella dei venti”, che costituisce la maggiore area di tundra di altura in Africa.
Nel 2003 gli scienziati hanno constatato che una certa quantità di magma si trova a soli 400 metri sotto il cratere: si teme quindi che il vulcano possa collassare (o esplodere) come fece il Monte Sant'Elena (Stati Uniti) nel 1980. Anche se non si hanno informazioni precise su quando sia avvenuta l'ultima eruzione, alcune leggende locali fanno pensare che ce ne sia stata una circa 170 anni fa. La sommità del vulcano è ricoperta da un ghiacciaio perenne, il ghiacciaio di Rebmann.

## Itinerari
Sul Kilimangiaro ci sono 7 itinerari principali:
- Marangu Route: conosciuta come la "via Coca-Cola", è l'unica con rifugi in muratura lungo il percorso. È la più antica e una delle più semplici, anche se l'acclimatazione può essere più difficile a causa del ritmo rapido.
- Machame Route: soprannominata la "via Whisky", è più impegnativa della Marangu ma offre paesaggi molto vari e migliori opportunità di acclimatazione.
- Lemosho Route: considerata una delle vie più scenografiche, attraversa diverse zone climatiche e offre un'ottima acclimatazione grazie alla sua lunghezza.
- Rongai Route: l'unico itinerario che sale dal versante settentrionale, vicino al confine con il Kenya, meno affollato e con un'ascesa più graduale.
- Umbwe Route: la via più ripida e diretta, raccomandata solo agli scalatori molto esperti a causa della scarsa possibilità di acclimatazione.
- Northern Circuit Route: il percorso più lungo, che compie un ampio anello attorno al Kilimangiaro, offrendo eccellente acclimatazione e viste spettacolari.
- Shira Route: simile alla Lemosho ma con una partenza più alta, è ideale per chi è già acclimatato, pur presentando un rischio maggiore di mal di montagna nei primi giorni.[3]

Trekking sulla Lemosho per 8 giorni è considerato il più facile in termini di acclimatazione e il più adatto per i principianti. In questo caso il 95% degli scalatori raggiunge la vetta (il picco Uhuru).

## Nome
Le sue vette, insieme a quelle dei Monti Meru, erano state denominate dal mercante greco-romano Diogene Monti della Luna. Diogene le avvistò durante la Spedizione romana alle sorgenti del Nilo, pressappoco intorno al 100 d.C.
Non è noto da dove provenga il nome Kilimangiaro, ma esistono varie teorie. Gli esploratori europei adottarono questo nome nel 1860, affermando che questo era il nome della montagna in lingua swahili, supponendo che Kilimangiaro si potesse scomporre in Kilima (Swahili per "collina", "piccola montagna") e Njaro che, per alcune teorie, è un'antica parola Swahili per bianco o splendente, mentre per altri è una parola di origine non Swahili; ad esempio nel linguaggio Kichagga la parola jaro significa "carovana".
Il problema di tutte queste teorie è che non sono in grado di spiegare perché viene utilizzato il diminutivo kilima, invece della parola più appropriata per indicare montagna, cioè mlima. Un approccio differente suppone che Kilimanjaro derivi dal Kichagga kilemanjaare o kilemajyaro che significa "che sconfigge uccello/leopardo/carovana". Tuttavia questa teoria non può spiegare perché il nome Kilimanjaro non era in uso in Kichagga prima delle esplorazioni europee di metà Ottocento.
Nel 1880 la montagna, chiamata Kilimandscharo in tedesco, divenne una parte dell'Africa Orientale Tedesca dopo che Carl Peters ebbe persuaso i capi locali a firmare i trattati. La diffusa storia che la regina Vittoria donò la montagna a Guglielmo II di Germania è falsa. Nel 1889 il Picco Uhuru sul Kibo fu nominato Kaiser-Wilhelm-Spitze, nome utilizzato nell'Impero tedesco fino alla sua sconfitta nel 1918, quando i territori divennero parte del Territorio del Tanganica, governato dagli inglesi, e il nome venne abbandonato.